# Enallagma semicirculare
Enallagma semicirculare là một loài chuồn chuồn kim trong họ Coenagrionidae.
Enallagma semicirculare được Selys miêu tả khoa học năm 1876.